# Aspidytidae
Aspidytidae zijn een familie van kevers. De familie is voor het eerst wetenschappelijk beschreven in 2002 door Ribera, Beutel, Balke & Vogler.

## Taxonomie
De familie is als volgt onderverdeeld:
- Geslacht Aspidytes Ribera, Beutel, Balke & Vogler, 2002